# 전설의 생물

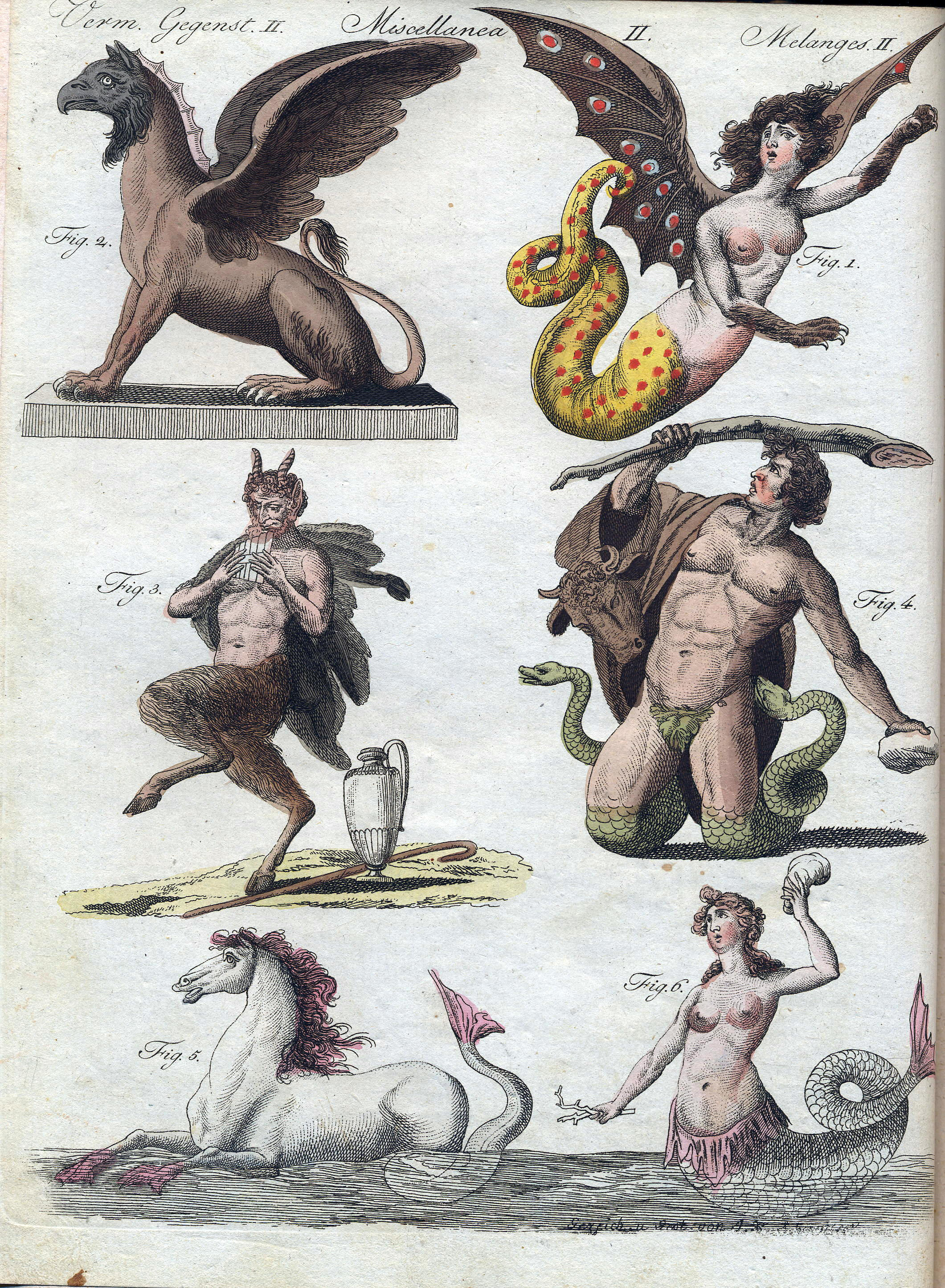
1790년부터 1822년 사이 프리드리히 유스틴 베르투흐의 Bilderbuch für Kinder에 나오는 여러 전설의 생물들

전설의 생물(영어: legendary creature)은 민속 (신화와 전설 포함)에 묘사되어 있으며, 근대성 이전의 역사적 기록에 등장할 수도 있지만, 과학적으로 존재가 증명되지 않은 특별하거나 초자연적인 존재의 한 종류이다.
고전기에 키클롭스와 미노타우로스와 같은 괴물들은 주인공이 파괴할 영웅적인 이야기에서 등장한다. 유니콘과 같은 다른 생물들은 고대의 다양한 학자들의 박물학 기록에서 주장되었다. 일부 전설의 생물은 수인이다.
일부 전설의 생물은 전통적인 신화에서 유래했으며 용, 그리핀, 유니콘과 같은 실제 생물로 믿어졌다. 다른 것들은 실제 조우나 여행자들의 왜곡된 이야기들을 기반으로 하는데, 예를 들어 땅에 묶여 자란다고 알려진 양과 같은 동물인 타타리의 야채 양이 있다.

## 생물
다양한 신화 속 동물들이 고전기의 예술과 이야기에 나타난다. 예를 들어, 오디세이아에서 괴물들은 오디세우스 영웅이 맞서야 할 키클롭스, 스킬라, 카리브디스를 포함한다. 다른 이야기들에는 페르세우스가 물리쳐야 할 메두사, 테세우스가 파괴해야 할 (인간/황소) 미노타우로스, 헤라클레스가 죽여야 할 히드라가 포함되며, 아이네이아스는 하르피이아와 싸운다. 이러한 괴물들은 관련된 영웅들의 위대함을 강조하는 기본적인 기능을 한다.
일부 고전기 생물들, 예를 들어 (말/인간) 켄타우로스, 키마이라, 트리톤, 날개 달린 말 페가수스는 인도 미술에서도 발견된다. 마찬가지로, 스핑크스는 인도 미술과 북아메리카의 피아사 조류에서 날개 달린 사자로 나타난다.
중세 미술에서 실제 동물과 신화 속 동물은 중요한 역할을 했다. 여기에는 중세 보석류에서와 같이 장식적인 형태가 포함되었으며, 때로는 사지가 복잡하게 얽혀 있었다. 동물 형태는 사물에 유머나 장엄함을 더하는 데 사용되었다. 기독교 미술에서 동물은 상징적인 의미를 지녔는데, 예를 들어 양은 그리스도를 상징하고, 비둘기는 성령을 나타냈으며, 고전적인 그리핀은 죽은 자의 수호자를 나타냈다. 중세 베스티아리는 생물학적 실재와 상관없이 동물을 포함했다; 바실리스크는 악마를 나타냈고, 만티코어는 유혹을 상징했다.

## 알레고리

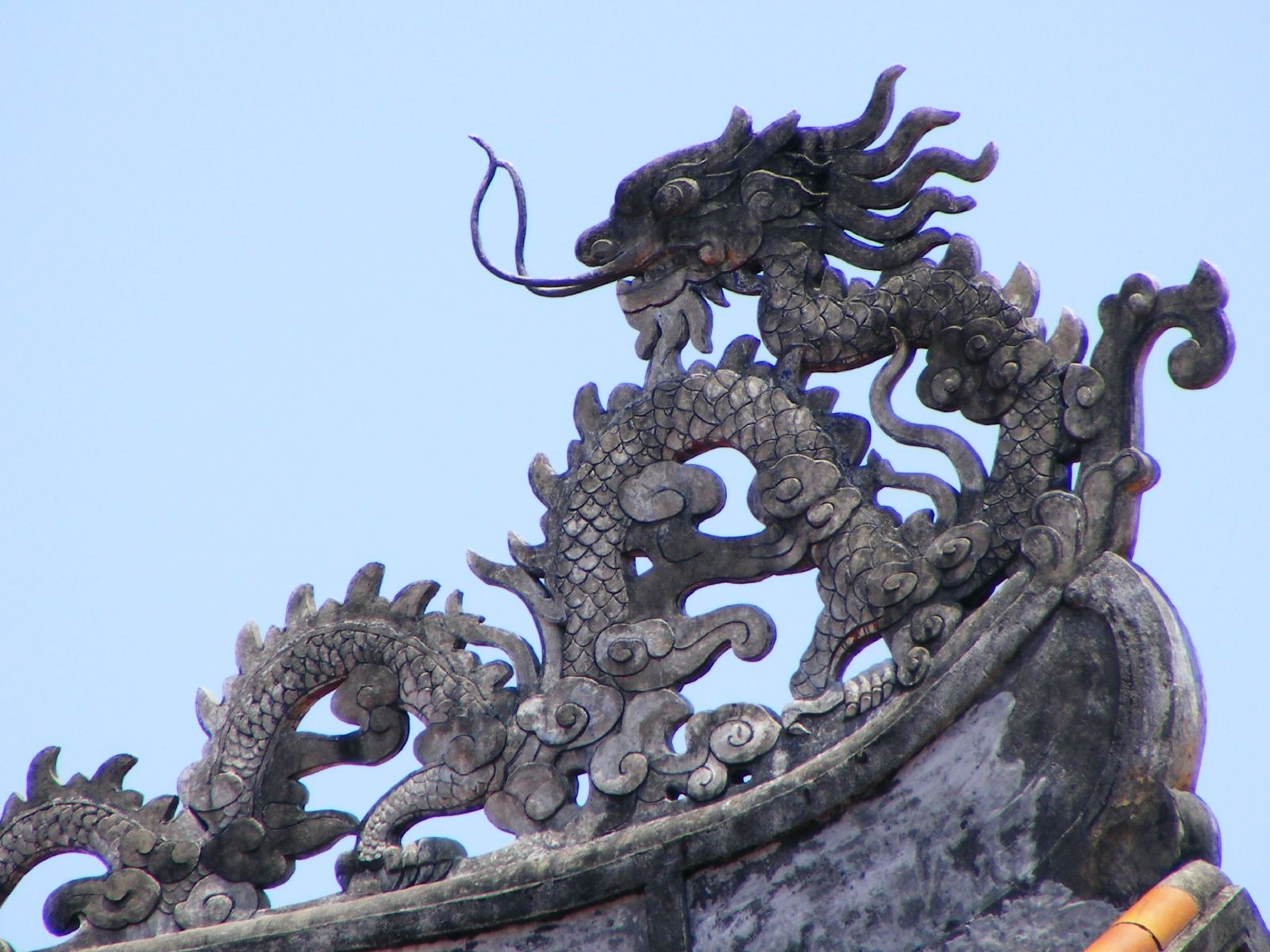
상징적 힘: 베트남 후에 황성의 용

중세 시대 신화 속 동물의 한 가지 기능은 알레고리였다. 예를 들어, 유니콘은 전통적인 방법으로는 잡을 수 없을 정도로 매우 빠르고 잡기 힘들다고 묘사되었다.:127 이 짐승을 잡는 유일한 방법은 처녀를 그 서식지로 데려가는 것이라고 믿어졌다. 그러면 유니콘은 처녀의 무릎으로 뛰어들어 잠들고, 그 때 사냥꾼이 마침내 유니콘을 잡을 수 있었다고 한다.:127 상징적으로 유니콘은 그리스도의 은유였다. 유니콘은 순수와 순결의 개념을 나타냈다. 킹 제임스 성경의 시편 92:10은 "내 뿔을 유니콘의 뿔처럼 높이 들리시리니"라고 말한다. 이는 킹 제임스 번역자들이 히브리어 단어인 레엠을 유니콘으로 잘못 번역했기 때문이다.:128 이후의 번역본에서는 이를 야생 황소로 번역한다. 유니콘의 작은 크기는 그리스도의 겸손을 의미한다.:128
중세 시대에 알레고리적 기능을 수행한 또 다른 일반적인 전설의 생물은 용이었다. 용은 뱀과 동일시되었지만, 그 속성은 크게 강화되었다. 용은 다른 모든 동물보다 크다고 여겨졌다.:126 용은 해로운 독을 가지고 있지 않지만 독이 없이도 껴안는 모든 것을 죽일 수 있다고 믿어졌다. 성경은 악마를 언급하면서 용에 대해 말하며, 중세 시대에는 용이 죄를 일반적으로 나타내는 데 사용되었다.:126 용은 에티오피아나 인도와 같은 곳에 서식한다고 알려졌는데, 이는 이들 지역에 항상 열기가 존재한다는 생각에 기반한다.:126
이러한 동물들을 묘사하는 예술가들에게 신체적 세부 사항은 중심 초점이 아니었으며, 중세 베스티아리는 생물학적 분류로 개념화되지 않았다. 유니콘과 그리핀과 같은 생물들은 중세 베스티아리에서 별도의 "신화" 섹션으로 분류되지 않았다.:124 상징적 의미가 가장 중요했기 때문이다. 우리가 존재한다고 아는 동물들도 여전히 환상적인 접근 방식으로 제시되었다. 이 묘사에서 동물의 종교적, 도덕적 의미가 물리적 유사성을 맞추는 것보다 훨씬 더 중요했던 것으로 보인다. 노나 C. 플로레스는 "10세기가 되면서 예술가들은 점차 알레고리적 해석에 얽매이게 되었고, 자연주의적인 묘사를 포기했다"고 설명한다.:15

## 같이 보기
- 피닉스, 봉황
- 청룡
- 주작
- 백호
- 현무
- 키마이라
- 케르베로스
- 인어
- 스핑크스
- 그리폰